# مانديرو (تشابهار)
مانديرو (بالفارسية: ماندیرو) هي قرية تقع في قسم بلان الريفي (مقاطعة تشابهار) في إيران. يقدر عدد سكانها بـ 520 نسمة بحسب إحصاء 2016.